# NGC 4942
NGC 4942 (również IC 4136 lub PGC 45177) – galaktyka spiralna z poprzeczką (SBcd), znajdująca się w gwiazdozbiorze Panny. Odkrył ją William Herschel 23 marca 1789 roku.